# Ahmed Lamlas
Ahmed Lamlas (*30.  listopadu 1970) je jemenský politik, který v současné době zastává dvojitou funkci jako státní ministr a guvernér Adenu.

## Politická kariéra
Ahmed Lamlas se narodil v roce 1970 ve městě Shabwah. Během své kariéry zastával několik klíčových funkcí, včetně pozic ředitele okresu Shaikh Outhman v roce 2003, okresu Al-Mansoura v roce 2007 a Khur Maksar v roce 2012. V roce 2016 byl jmenován guvernérem provincie Shabwah a v roce 2020 zaujal post guvernéra města Aden.
Od roku 2022 působí jako člen státní správy, což odráží jeho dlouhodobé angažmá a významnou roli ve veřejné službě v Jemenu.